# Seneca (Nowy Jork)
Seneca – miasto w Stanach Zjednoczonych, w stanie Nowy Jork, w hrabstwie Ontario.